# Anger Zsolt
Anger Zsolt (Szeged, 1969. május 4. –) Jászai Mari-díjas magyar színész.

## Életpályája
1984–1988 között amatőr színészként a Szegedi Nemzeti Színházban játszott. 1988–1991 között a kaposvári Csiky Gergely Színház tagja volt. 1995-ben végzett a Színház- és Filmművészeti Főiskolán. 1994-1998 között a Vígszínház tagja, 1998-tól 2002-ig pedig a kaposvári Csiky Gergely Színház színésze volt. 2002–2006 között az egri Gárdonyi Géza Színházban dolgozott. 2002–2003-ban a Kecskeméti Katona József Színház vendégművésze, 2003–2005 között a Soproni Petőfi Színház vendégszínésze volt. 2006 óta szabadfoglalkozású művész. 2006–2007-ben a budapesti Örkény István Színház vendégszínésze volt. A népszerű skót származású brit színész, Ewan McGregor állandó magyar hangja.
Az RTL Klubon 2017 novemberében adásba került Celeb vagyok, ments ki innen! című műsorában szerepelt.
A Színházi adattárban regisztrált bemutatóinak száma: Színész-65.; rendező-13.
Ő volt a Főmenü gasztronómiai műsor egy műsorvezetője az 1. évadban, azonban a 2. évadtól már Böröcz Zsófia vette át a helyét.

## Színházi szerepei

### Vígszínház
- Tom Stoppard: Ez az igazi – szerető
- Csehov: Ivanov – Dutkin
- Thomas Middleton–William Rowley: Átváltozások – Antonio
- Szirmai Albert–Bakonyi Károly–Gábor Andor: Mágnás Miska – Miska lovász
- Molière: Dandin György avagy a megcsúfolt férj – Clitande
- Jaroslav Hašek: Svejk – első orvos
- Eugène Labiche: Olasz szalmakalap – Bobin
- Arthur Miller: A salemi boszorkányok – Herrick
- Bertolt Brecht: Baal – unokaöcs
- Békés Pál: Össztánc – orosz katona
- Geszti Péter–Békés Pál–Dés László: A dzsungel könyve – Buldeo
- Beaumarchais: Figaro házassága – Figaro

### Kaposvári Csiky Gergely Színház
- Szilágyi László–Kellér Dezső: 3:1 a szerelem javára....Finánc
- Bertolt Brecht: Kurázsi mama és gyermekei....Menekülő katona
- Witold Gombrowicz: Yvonne, burgundi hercegnő....Úr
- Czeizel Gábor: Locspocs és a bolygó hollandi....Tengerész
- Weöres Sándor: Holdbéli csónakos....Idomeneus
- Joseph Stein–Jerry Bock: Hegedűs a háztetőn....Szása
- Alekszandr Puskin: Borisz Godunov....Szemjon Godunov és Rosen
- Rejtő Jenő–Farkas Zsolt: Meg kell szakadni!....Weisz
- Nyikolaj Koljada: Murlin Murlo....Alekszej
- Szirmai Albert–Bakonyi Károly–Gábor Andor: Mágnás Miska....Baracs István
- Frank Wedekind: Keith márki....Keith márki
- Koenigsmark: Susogó ligetek ünnepe....Viktor Viktora
- Jean Genet: Balkon....Küldött
- William Shakespeare: Vízkereszt vagy amit akartok....Orsino
- Tasnádi István: Világjobbítók....Szabó Patrik
- Csehov: Platonov....Trileckij
- Kusan: Galócza....Borisz Mozsbolt
- Witold Gombrovicz: Operett....Professzor
- Lázár Ervin: A négyszögletű kerek erdő....Mikkamakka
- Molière: Don Juan....Don Juan
- Ken Ludwig: Káprázatos hölgyek, vagy amit akartok....Leo Clark
- Alekszandr Nyikolajevics Osztrovszkij: Erdő....Bulanov
- George Bernard Shaw–Alan Jay Lerner–Frederick Loewe: My fair lady....Higgins professzor
- Gogol: Háztűznéző....Podkoljoszin
- George Orwell: Állatfarm
- Babarczy László–Lukáts Andor: Oidipusz király
- Shakespeare: Othello
- Mohácsi János: Megbombáztuk Kaposvárt

### Egri Gárdonyi Géza Színház
- Molière: Gömböc úr
- Arthur Miller: Az ügynök halála....Biff
- Kőrösi Zoltán: Galambok....Apci
- Sarkadi Imre: Elveszett paradicsom....Zoltán
- Anton Pavlovics Csehov: Három nővér....Andrej
- Molière: Tudós nők....Chrysale
- Makszim Gorkij: Éjjeli menedékhely....Bubnov
- Georges Feydeau: A hülyéje....Vatelin

### Örkény István Színház
- William Shakespeare: Vízkereszt, vagy bánom is én....Tokányi Oszkár úr
- Nyikolaj Koljada: Szibéria Transz....Mihail
- Tasnádi István: Finito....Polgármester

### Ódry Színpad
- Heinrich von Kleist: Amphitryon....Photidas
- Ionesco: A kopasz énekesnő....Mr. Martin
- Örkény István: A kudarcról lesz szó....Fóris
- Julius Brammer–Alfred Brünwald: Egy montmartre-i ibolya....Színigazgató
- Kornis Mihály: Halleluja....Pista
- Benedek Miklós: 	Paprikánia avagy Disznótor a Lipótvárosban

### Vidám Színpad
- Hunyady Sándor: Bakaruhában....Pali

### Katona József Színház
- Paolo és Vittorio Taviani–Ennio Morricone: Előre hát, fiúk!....Fulvio Imbrian

### Soproni Petőfi Színház
- Arthur Miller: Az ügynök halála....Biff
- Thuróczy Katalin: Kerített város....Lackner Kristóf

### Győri Nemzeti Színház
- William Shakespeare: Hazatérés Dániába....Horatio

### Weöres Sándor Színház (Szombathely)
- Dömötör Tamás–Füst Milán: Czukor Show....Bertalan Gyula

### Szputnyik Műhely
- Tasnádi István: Tranzit

## Rendezései
- Mike Packer: Cardboys – Maradjon minden a régiben
- Kornis Mihály: Halleluja
- Harmath Imre–Kellér Dezső–Ábrahám Pál: 3-1 a szerelem javára, avagy szívek mérkőzése két csuromvizes, zajos felvonásban
- Vajda István: Pedig én jó anya voltam
- Pierre-Augustin Caron de Beaumarchais: Figaro házassága
- Kárpáti Péter: Pájinkás János
- Parti Nagy Lajos: A hét asszonya
- Lars von Trier–Christian Lollike: Dogville
- Spiró György: Prah
- Barry Morrow–Dan Gordon: Esőember
- Lars von Trier–Anger Zsolt: A Főfőnök
- Anger Zsolt Ray Bradbury műve alapján: Fahrenheit 451

## Filmjei

### Játékfilmek
- Melodráma (1991)
- Kalaf (1996)
- Honfoglalás (1996)
- A vád (1996)
- Benda színész eltűnése (1997)
- Visszatérés (1999)
- Nekem lámpást adott kezembe az Úr Pesten (1999)
- A pofon (2002)
- Magyar szépség (2003)
- Jött egy busz… (2003)
- Madzag (2004)
- Szezon (2004)
- Jocó (2004)
- Üvegfal (2005)
- Sztornó (2006)
- Premier (2006)
- Szalontüdő (2006)
- Alterego (2006)
- S.O.S. szerelem! (2007)
- 9 és ½ randi (2008)
- Etetés (2008)
- A nyomozó (2008)
- Summertime (2009)
- Utolsó idők (2009)
- Exitium - A pusztulás hangjai (Ritmusok V.) (2009)
- Czukor Show (2010)
- Isztambul (2011)
- Couch Surf (2013)
- Az éjszakám a nappalod (2014)
- Utóélet (2014)
- Hurok (2016)
- A martfűi rém (2016)
- Cop Mortem (2016)
- Brazilok (2017)
- Budapest Noir (2017)
- Trezor (2018)
- Vörös veréb (2018)
- Post Mortem (2021)

### Tévéfilmek
- Kisváros (1996-2000)
- Szomszédok (1997)
- Csodálatos vadállatok (2005)
- Indián nyár (2006)
- Tűzvonalban (2008)
- Koccanás (2009)
- Hajónapló (2009)
- Szép magyar szó-kép-tár (2010)
- Hacktion: Újratöltve (2012–2014)
- Fapad (2014–2015)
- Aranyélet (2015–2018)
- A tanár (2018–2022)
- Trezor (2018)
- Egy másik életben (2019)
- Apatigris (2021)
- A Séf meg a többiek (2022)
- A Király (2022)
- Mellékhatás (2023)

## Szinkronszerepei
- Az öldöklés istene: Alan Cowan – Christoph Waltz
- A három testőr: Aramis – Luke Evans
- Suicide Squad – Öngyilkos osztag: Bumeráng – Jai Courtney
- A Sólyom végveszélyben: John Grimes kommandós – Ewan McGregor
- A sziget: Lincoln 6 Echo/Tom Lincoln – Ewan McGregor
- A tanú szeme: Stephen Wilson – Ewan McGregor
- Augusztus Oklahomában: Bill Fordham – Ewan McGregor
- Alkonyat: Dr. Carlisle Cullen – Peter Facinelli
- Alkonyat – Újhold: Dr. Carlisle Cullen – Peter Facinelli
- Alkonyat – Napfogyatkozás: Dr. Carlisle Cullen – Peter Facinelli
- Alkonyat – Hajnalhasadás: Dr. Carlisle Cullen – Peter Facinelli
- Amelia - Kalandok szárnyán: Gene Vidal – Ewan McGregor
- Ananász expressz: Dale Denton – Seth Rogen
- Angyalok és démonok: Patrick McKenna camerlengo – Ewan McGregor
- Armageddon: Oscar Choi – Owen Wilson
- Az élet sója: Robert Lewis – Ewan McGregor
- Az ördög maga: Sean Phelan – Paul Ronan
- Azután: Billy – Jay Mohr
- BUGS – A cég hullámhosszán: Ed Russell – Craig McLachlan
- Barátom, Róbert Gida: Christopher Robin – Ewan McGregor
- Capote: Truman Capote – Philip Seymour Hoffman
- Cobra 11: Manfred Meier-Hofer – Sven Riemann
- Csillagok háborúja I. rész – Baljós árnyak: Obi-Wan Kenobi – Ewan McGregor
- Csillagok háborúja II. rész – A klónok támadása: Obi-Wan Kenobi – Ewan McGregor
- Csillagok háborúja III. rész – A Sith-ek bosszúja: Obi-Wan Kenobi – Ewan McGregor
- Csődtömeg: Nick Leeson – Ewan McGregor
- Dredd bíró: Brisco bíró	– Alexis Daniel
- Fuss, dagi, fuss!: Dennis Doyle – Simon Pegg
- Gattaca: Anton Freeman – Loren Dean
- Gyorsabb a halálnál: Cort – Russell Crowe
- Gyújtóbomba: Jasper Black – Ewan McGregor
- Hannibal: Dr. Cordell Doemling – Zeljko Ivanek
- Időzített gyilkosság: Lewis Hicks – Cuba Gooding Jr.
- Jesse James meggyilkolása, a tettes a gyáva Robert Ford: Charley Ford – Sam Rockwell
- Jégkorszak 3. – A dínók hajnala: Buck – Simon Pegg
- Kasszandra álma: Tan Blaine – Ewan McGregor
- Kecskebűvölők: Bob Wilton – Ewan McGregor
- Kit Kittredge: Jack Kittredge – Chris O’Donnell
- Komfortos mennyország: Jack Salmon – Mark Wahlberg
- Költői szerelem: Roland Michell – Aaron Eckhart
- Maradj!: Dr. Sam Foster – Ewan McGregor
- Medicopter 117 – Légimentők: Sanitäter Peter Berger – Serge Falck
- Mindenki megvan: Robert – Sam Rockwell
- Moulin Rouge!: Christian – Ewan McGregor
- Nagy Hal: (fiatal) Ed Bloom – Ewan McGregor
- Nanny McPhee és a nagy bumm: Rory Green – Ewan McGregor
- Partiszerviz színészmódra: Ron Donald – Ken Marino
- Pokolba a szerelemmel: Catcher Block – Ewan McGregor
- Power Rangers: Jason Lee Scott/The Red Ranger – Austin St. John
- Raszputyin: II. Miklós cár  – Vlagyimir Maskov
- Spartacus: Vér és homok: Hector – Tim Foley
- Star Trek – Sötétségben: John Harrison / Khan – Benedict Cumberbatch
- Star Wars: A klónok háborúja: Obi-Wan Kenobi – James Arnold Taylor
- Szellemirtók: Dr. Peter Venkman – Bill Murray
- Szex telefonhívásra: Jonathan McQuarry – Ewan McGregor
- Trainspotting: Mark Renton - Ewan McGregor
- T2 Trainspotting: Mark Renton - Ewan McGregor
- Tom és Jerry és Sherlock Holmes: Sherlock Holmes (hangja) – Michael York
- Tökös ötös: James St. James – Emilio Estevez
- Trónok harca : Jamie Lannister – Nikolaj Coster-Waldau
- Trópusi vihar (film, 2008): Tugg Speedman – Ben Stiller
- Vírus: Salt őrnagy – Cuba Gooding Jr.
- Walker, a texasi kopó: James "Jimmy" Trivette – Clarence Gilyard (2.hang)
- Yamakasi - A modern idők szamurájai: Vincent Asmin – Maher Kamoun
- Hajsza országokon át: Charlie
- Obi-Wan Kenobi: Obi-Wan Kenobi – Ewan McGregor
- Star Wars: Históriák: Obi-Wan Kenobi - James Arnold Taylor

## Hangjátékok
- Rádiószínház-Minidrámák (2007)
- Boldizsár Ildikó: A mindenek útja (2015) Fekete Világkerülő

## Díjak
- A színházi találkozó díja (2001)
- Jászai Mari-díj (2002)
- Magyar Filmkritikusok Díja – Legjobb férfi alakítás díja (2009)
- Magyar Filmdíj (2019) – Legjobb férfi főszereplő (tévéfilm)